# Bikówek (gromada)
Bikówek – dawna gromada, czyli najmniejsza jednostka podziału terytorialnego Polskiej Rzeczypospolitej Ludowej w latach 1954–1972.
Gromady, z gromadzkimi radami narodowymi (GRN) jako organami władzy najniższego stopnia na wsi, funkcjonowały od reformy reorganizującej administrację wiejską przeprowadzonej jesienią 1954 do momentu ich zniesienia z dniem 1 stycznia 1973, tym samym wypierając organizację gminną w latach 1954–1972.
Gromadę Bikówek z siedzibą GRN w Bikówku utworzono – jako jedną z 8759 gromad – w powiecie grójeckim w woj. warszawskim, na mocy uchwały nr VI/10/5/54 WRN w Warszawie z dnia 5 października 1954. W skład jednostki weszły obszary dotychczasowych gromad Bikówek, Dębie, Szczęsna, Uleniec, Worów, Worowska Wola, Zalesie i Załęcze ze zniesionej gminy Kobylin w tymże powiecie. Dla gromady ustalono 15 członków gromadzkiej rady narodowej.
1 stycznia 1958 do gromady Bikówek przyłączono część obszaru wsi Głuchów z gromady Lesznowola w tymże powiecie.
Gromadę zniesiono 1 stycznia 1959, a jej obszar włączono do gromady Kobylin w tymże powiecie.